# Лихтенберг, Элеонора Яковлевна
Элеонора Яковлевна Лихтенберг (29 января 1925, Харьков, СССР — 2 февраля 2025, Москва) — советский архитектор, дочь архитектора Я. Г. Лихтенберга.

## Биография
Родилась в Харькове 29 января 1925 года.
Окончила Московский архитектурный институт (МАРХИ) в 1949 году, а в 1956 году — факультет усовершенствования архитекторов (ФЛУ).
Член Союза архитекторов СССР с 1955 года.
Работала главным архитектором проектов в Моспроекте-2, ЦНИИЭП торговых зданий, Институте объектов культуры и здравоохранения.
Скончалась 2 февраля 2025 года в Москве на 101-м году жизни.

## Избранные проекты и постройки
- Дворец пионеров на Ленинских горах в Москве (1962, соавтор)[2][1]
- НИИ электроники в Зеленограде (1965, соавтор)[2]
- Учебный корпус Института иностранных языков в Москве (1969)[2]
- Дача Л. И. Брежнева в совхозе Заречье под Москвой (1969)[2]
- Стадион «Медик» и спортивная школа академической гребли в Кунцеве (1980)[2]
- Курганский НИИ экспериментальной и клинической ортопедии имени Г. А. Илизарова (1985)[2]